# Parafia Najświętszego Imienia Jezus w Panience
Parafia Najświętszego Imienia Jezus w Panience – parafia rzymskokatolicka, znajdująca się w archidiecezji poznańskiej, w dekanacie boreckim. 
Od 1 VII 2017 księdzem proboszczem został mianowany ks. mgr Piotr Pieprz.
Od 25 X 2022 księdzem proboszczem został mianowany ks. mgr Jędrzej Pochylski.